# Агатовое стекло
Агатовое (мраморное) стекло — одна из разновидностей венецианского стекла, которая состоит из различно расположенных и различно окрашенных слоёв, составляющих узоры, подобные агату или мрамору. Агатовое стекло отличается большим разнообразием окраски и узоров.
Агатовое стекло получается следующим образом: на гладком камне рассыпаются разноцветные кусочки стекла, надлежащим образом подобранные по цвету, затем рабочий набирает на трубку некоторое количество обыкновенного бесцветного стекла и катает наборку по камню; цветные осколки при этом пристают к мягкой наборке. Поверх их набирается ещё тонкий слой бесцветного стекла, после чего рабочий из набранной таким образом массы выделывает воронку, внутрь которой его помощник вдувает сравнительно большую наборку молочного (белого или окрашенного) стекла, которая и образует основную массу изделия. Полученная смешанная наборка разогревается и разделывается обычным способом, при этом кусочки цветного стекла, размягчаясь и растягиваясь, образуют по основному фону рисунок, подобный агату или мрамору.